# Differentiated services
In telecomunicazioni il termine Differentiated Service (in italiano: Servizi Differenziati), indicato con DiffServ, indica un modello multiservizio che incontra molte delle richieste della QoS. Contrariamente a IntServ non usa il protocollo RSVP per l'allocazione di risorse, quindi la rete non mantiene uno stato per ogni flusso di traffico (stateless).

## Descrizione
L'architettura di DiffServ si propone di migliorare il protocollo IP per introdurre diversi livelli di servizio 
con una scalabilità ottimale, senza operare al livello del singolo flusso o richiedere segnalazioni ad ogni hop.
Viene denominata DiffServ una architettura per la realizzazione di una differenziazione dei servizi in Internet. L'architettura richiede ottima scalabilità. 
Viene definita una caratterizzazione del trasferimento di pacchetti unidirezionale, per ogni servizio, che può essere specificata statisticamente o quantitativamente.  Le caratterizzazioni riguardano sia i parametri che la priorità relativa ai pacchetti.
I parametri caratterizzati sono: probabilità di perdita di pacchetti, throughput, jitter, ritardo, ecc. 
DiffServ è usato principalmente per assicurare la QoS nelle applicazioni end-to-end importanti ed è principalmente realizzato con due tecnologie: 
- CAR, che esegue una classificazione dei pacchetti secondo la precedenza IP o in base a gruppi di QoS;
- Queuing Technology, che memorizza e smaltisce i pacchetti congestionati per realizzare il queue management.

Inoltre DiffServ è usato per le dorsali.
I servizi offerti da DiffServ, così come quelli di IntServ riguardano la possibilità di riservare banda, di poter garantire ritardi controllati, di effettuare protezione del traffico e così via.

## Storia
I Differentiated Services sono stati definiti nella RFC 2474 - Definition of the Differentiated services field (DS field) in the IPv4 and IPv6 headers, pubblicata dalla IETF nel dicembre 1998. Questo documento ha sostituito il campo del pacchetto IPv4 TOS, come definito nella RFC 1349 del 1992, con il campo DS, DiffServ. Del campo DS otto valori (chiamati Class Selectors) sono usati per implementare la compatibilità con le precedenti specifiche della IP precedence, che costituivano i primi tre bit del vecchio campo TOS. Oggi il campo DiffServ ha in gran parte sostituito il TOS e altri meccanismi  QoS di livello 3, come ad es. lo integrated services (IntServ), nel ruolo di architettura principale per fornire livelli di servizio differenziati.